# Igor Komarov
Igor Anatolievitch Komarov (en russe : Игорь Анатольевич Комаров), né le 25 mai 1964 à Engels, dans l'oblast de Saratov, est un haut fonctionnaire russe. Il dirige l'agence spatiale russe Roscosmos de 2015 à 2018. Il était auparavant président d'ORKK, une holding public rassemblant l'ensemble du secteur industriel œuvrant dans le spatial. En septembre 2018, Komarov devient représentant plénipotentiaire du président de la fédération de Russie dans le district fédéral de la Volga.
Il a le grade civil de Conseiller d'État effectif de la fédération de Russie de 1re classe.

## Biographie
Igor Komarov est diplômé en 1986 de la faculté d'économie de Moscou. De 2009 à 2013, il fut président du groupe automobile JSC Avtovatz (marque Lada). En 2013, il est nommé directeur adjoint de l'agence spatiale russe Roscosmos. En 2014, il devient le président du holding public ORKK, chargé de re-nationaliser les activités spatiales russes alors en crise. Il devient le président de l'agence spatiale russe Roscosmos lorsque celle-ci fusionne avec l'ORKK. Il remplace à ce poste Oleg Ostapenko. Il quitte ses fonctions à Roscosmos en mai 2018.
Le 7 septembre 2018, Komarov est nommé par le président Vladimir Poutine, représentant plénipotentiaire pour le district fédéral de la Volga, en remplacement de Mikhaïl Babitch (ru).

## Sanctions
Le 25 février 2022, Igor Komarov a été placé dans la liste des sanctions d'Australie à la suite de l'invasion de l'Ukraine par la Russie de 2022. Depuis le 28 février 2022, il également est sous sanctions canadiennes. Depuis le 18 mars 2022, il est sous sanctions néo-zélandaises. À partir du 24 mars 2022, il figure sur la liste des sanctions britanniques et depuis le 6 avril 2022, il est sous sanctions des États-Unis.
Par décret du président ukrainien Volodymyr Zelensky du 7 septembre 2022, Komarov a été placé sur la liste des sanctions de l'Ukraine.